# Румбурак
Румбурак (чеськ. Rumburak) — казковий фільм виробництва Чехословаччини за сценарієм Мілоша Мацоурека.

## Сюжет
Після подій, які відбулися в першій частині кінотрилогії, пройшло кілька років. Чари розвіялися, і тепер Румбурак став звичайною людиною. Однак, в покарання, людина він тільки вночі, а вдень він знаходить образ ворона. Повернутися назад до Країни Казок він не може, оскільки забув заклинання. Для того, щоб вижити у світі людей, Румбурак, як завжди, вдається до самих різних методів: до крадіжок, обману, зради. Однак, зрештою, все закінчується добре, і в кінці йому судилося знайти свою любов.

## В ролях
- Їржі Лабус — Румбурак
- Їржіна Богдалова — тітка Евженія
- Ольдржіх Кайзер — інженер Захаріяш
- Властіміл Гашек — директор Троян
- Єва Енічкова — Хеленка
- Лукаш Бех — Вилик